# Civilización protoelamita

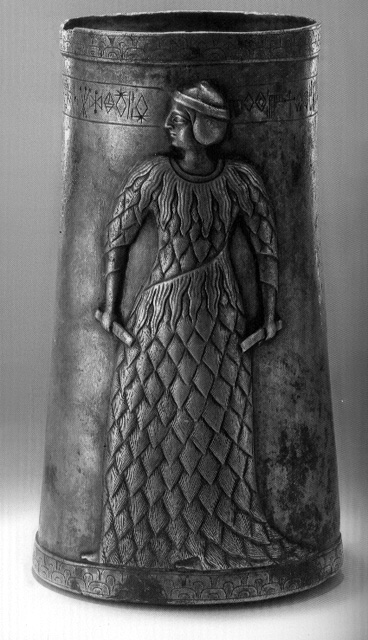
Copa de plata de Marvdasht, Fars, con una inscripción elamita-lineal en ella, III milenio a. C. Museo Nacional de Irán.

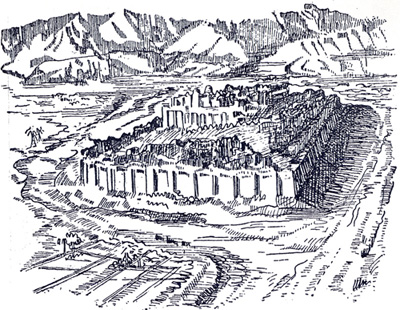
Teppe Sialk es una de las ruinas protoelamitas que quedan en Irán. Las ruinas se remontan al VI milenio a. C. en su parte más antigua.

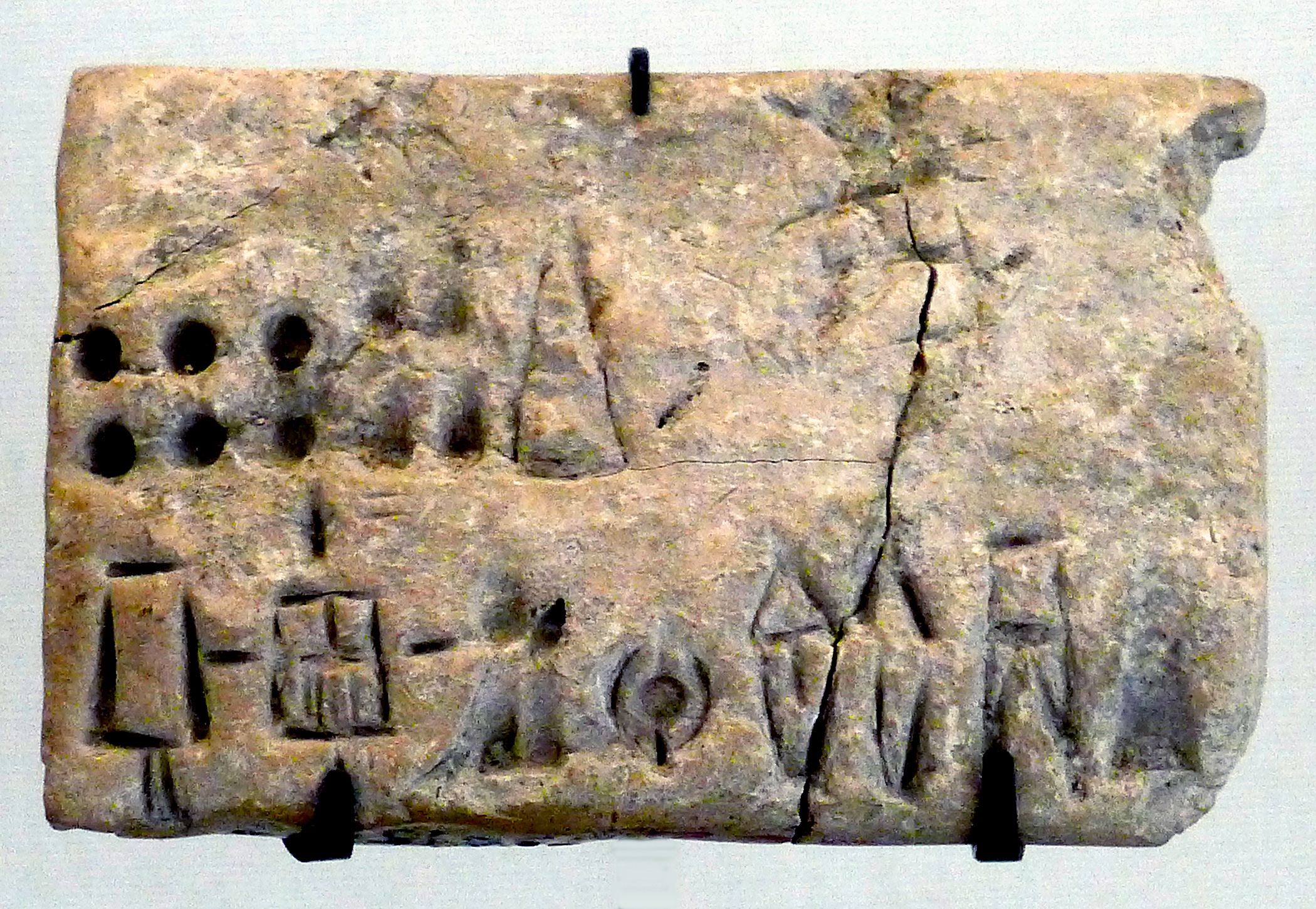
Tablilla económica en protoelamita, Susa III, Museo del Louvre, referencia Sb 15200, c. 3100-2850 a. C.

El período protoelamita discurre entre alrededor del 3200 a. C. al 2700 a. C. cuando Susa, más tarde capital de los elamitas, empezó a recibir influencia de las culturas de la meseta iraní. En términos arqueológicos se corresponde con el período Banesh tardío. Esta civilización es reconocida como la más antigua de Irán y fue ampliamente contemporánea con su vecina, la civilización sumeria, la más antigua del mundo, que comenzó alrededor de 5200 a. C.
Se sabe que el territorio de Elam está habitado desde el VIII milenio a. C. En el VII milenio a. C. se inicia una civilización agrícola basada en la irrigación fluvial, en VI milenio a. C. se pasa a una irrigación artificial similar a la de Mesopotamia, en el IV milenio a. C. nos encontramos con una comunidad calcolítica muy implantada y con contactos comerciales con Mesopotamia, Beluchistán y el valle del Indo. En este milenio surge también la ciudad de Susa, la cual es tan antigua como las ciudades de Sumeria en Mesopotamia. En el III milenio a. C. se construyen muchas otras ciudades por el territorio de Elam.
La escritura protoelamita es un sistema de escritura de principios de la Edad del Bronce brevemente en uso para el antiguo idioma elamita antes de la introducción del elamita cuneiforme.

## Visión general
Aparte de Susa, un sitio protoelamita importante es Tappeh Sialk, donde se puede ver el único zigurat protoelamita que queda. Textos en la escritura protoelamita aún por descifrar encontrados en Susa datan de este periodo. Se cree que los protoelamitas en realidad eran elamitas (hablantes del idioma elamita), debido a muchas similitudes culturales (por ejemplo, la construcción de zigurats) y a que no parece que haya ocurrido una migración a gran escala en la región entre el período protoelamita y los posteriores elamitas. Pero dado que aún ha de descifrarse su escritura, esta teoría permanece en la incertidumbre.
Algunos antropólogos, como John Alden, mantienen que la influencia protoelamita creció rápidamente a finales del IV milenio a. C. y declinó igualmente de forma rápida con el establecimiento del comercio marítimo en el golfo Pérsico algunos siglos más tarde.
Cerámica protoelamita que se remonta a la segunda mitad del V milenio a. C. se ha encontrado en Sialk, donde se ha encontrado escritura protoelamita, la primera forma de escritura de Irán, en tablillas de esta fecha. Los primeros sellos cilíndricos vienen también del período protoelamita. 

## Escritura protoelamita
Hacia el 3300 a. C. las tablillas de Susa dan a conocer mediante signos figurativos, es decir pictogramas, cifras para contar el ganado. En el 2900 a. C. aparece la escritura protoelamita. No es seguro si la escritura protoelamita puede considerarse directa predecesora del elamita lineal. Ambos alfabetos permanecen en gran medida sin descifrar y es sólo mera especulación postular una relación entre las dos.
Unos pocos signos protoelamitas parecen ser préstamo de las tablillas del ligeramente más antiguo protocuneiforme (uruk tardío) de Mesopotamia, o quizás más probablemente comparten un origen común. Mientras que el protocuneiforme está escrito en jerarquías visuales, el protoelamita está escrito en un estilo en-línea: signos numéricos siguen a los objetos que cuentan; algunos signos no numéricos son imágenes de los objetos que representan, aunque la mayoría son totalmente abstractos.
El protoelamita se usó durante un período breve alrededor del 3000 a. C. (presumiblemente contemporáneo con Uruk III o Jemdet Nasr en Mesopotamia), mientras que el elamita lineal está acreditado durante un periodo breve de tiempo similar durante el último cuarto del III milenio a. C.
Quienes proponen una relación elamo-drávida han buscado similitudes entre el protoelamita y la escritura del Indo.

### Corpusde inscripciones
El sistema de escritura protoelamita se usó en una amplia zona geográfica, que va desde Susa en el oeste hasta Tepe Yahya en el este, y quizás más allá. El corpus conocido de inscripciones está formado por alrededor de 1600 tablillas, la mayor parte de ellas desenterradas en Susa.
Las tablillas protoelamitas se han encontrado en los siguientes yacimientos (en orden según el número de tablillas recuperadas):
- Susa (más de 1500 tablillas).
- Malyan (más de 30 tablillas).
- Tepe Yahya (27 tablillas).
- Sialk (22 tablillas).
- Jiroft (dos tablillas).
- Ozbaki (una tablilla).
- Shahr-i-Shokhta (una tablilla).

Ninguno de los objetos escritos de Ghazir, Chogha Mish o Hisar pueden considerarse protoelamitas. Las tablillas de Ghazir y Choga Mish son estilo Uruk IV o tablillas numéricas, mientras que el objeto de Hissar no puede clasificarse en la actualidad. La mayoría de las tablillas de Sialk tampoco son protoelamitas, hablando en sentido estricto, pero pertenecen al período de estrecho contacto entre Mesopotamia e Irán, correspondiendo presumiblemente a Uruk V - IV.

### Intentos de descifrado
Aunque el protoelamita permanece sin descifrar, el contenido de muchos textos se conoce. Esto es posible porque ciertos signos, y en particular una mayoría de los signos numéricos, son préstamo directo del sistema de escritura de la vecina Mesopotamia, protocuneiforme. Además, una serie de signos protoelamitas son imágenes reales de los objetos que representan. Sin embargo, la mayoría de los signos protoelamitas son totalmente abstractos y su significado sólo podrá ser descifrado a través de un análisis grafotáctico cuidadoso.
Mientras que el idioma elamita se ha sugerido como un candidato probable para subyacer en las inscripciones protoelamitas, no hay evidencia positiva de ello. Las más tempranas inscripciones protoelamitas, al ser puramente ideográficas, de hecho no contienen ninguna información lingüística, y después del estudio de Friberg de 1978/79 de la metrología antigua del Oriente Próximo, los intentos de descifrado se han apartado de los métodos lingüísticos.

## Arte protoelamita 6000a.C.-2700a.C.
De alrededor del 6000 a. C. provienen ídolos femeninos de barro. A los recipientes cocidos a fuego abierto y muchas veces decorados con incisiones les suceden las cerámicas pintadas, sus motivos son abstractos hacia el 4500 a. C.. En el periodo de cerámica de Samarra se adornan con rombos, líneas en zig-zag u onduladas. Hacia el 4000 a. C. estas líneas se unen para formar figuras geométricas con formas de animales. En periodos posteriores irán ganando en realismo sin perder su carácter ornamental. Finalmente y coincidiendo con la cultura de El Obeid en Mesopotamia, aparecen animales astados y las primeras representaciones humanas, y en la última fase aparece el torno. Se han encontrado unas extrañas fuentes decoradas con animales de enormes astas que se adaptan a la forma de las vasijas, mientras que otros, como peces, patos o pájaros, aparecen extremadamente estilizados; tales fuentes se han hallado en Tall-i-Bakun cerca de Persépolis, y fueron datadas alrededor del año 3500 a. C.